# Diocesi di Assava
La diocesi di Assava (in latino: Dioecesis Assavensis) è una sede soppressa e sede titolare della Chiesa cattolica.

## Storia
Assava, identificabile con Hammam Guergour nell'odierna Algeria, è un'antica sede episcopale della provincia romana della Mauritania Sitifense.
Assaba e Assafa, che Morcelli tiene distinte, si riferiscono invece, secondo gi altri autori, alla medesima città romana, Ad Sava.
Sono tre i vescovi documentati di questa antica diocesi africana. Alla conferenza di Cartagine del 411, che vide riuniti assieme i vescovi cattolici e donatisti dell'Africa romana, presero parte il cattolico Sestilio e il donatista Marciano.
Il vescovo Vitale appare al 24º posto nella lista dei vescovi della Mauritania Sitifense convocati a Cartagine dal re vandalo Unerico nel 484; Vitale, come tutti gli altri vescovi cattolici africani, fu condannato all'esilio.
Dal 1933 Assava è annoverata tra le sedi vescovili titolari della Chiesa cattolica; dal 22 ottobre 2011 il vescovo titolare è Piotr Greger, vescovo ausiliare di Bielsko-Żywiec.

## Cronotassi

### Vescovi residenti
- Sestilio † (menzionato nel 411)
  - Marciano † (menzionato nel 411) (vescovo donatista)
- Vitale † (menzionato nel 484)

### Vescovi titolari
- Alfred-Jean Guyomard, O.M.I. † (18 luglio 1950 - 27 febbraio 1956 deceduto)
- Ramón J. Lizardi † (25 maggio 1956 - 30 luglio 1972 deceduto)
- Magín Camerino Torreblanca Reyes † (23 dicembre 1972 - 18 aprile 1978 nominato vescovo di Texcoco)
- Alberto Aurelio Brazzini Diaz-Ufano † (1º giugno 1978 - 29 maggio 2001 deceduto)
- Jonás Guerrero Corona (27 giugno 2001 - 18 marzo 2011 nominato vescovo di Culiacán)
  - José Aparecido Hergesse, C.R. (4 maggio 2011 - 9 giugno 2011 dimesso) (vescovo eletto)
- Piotr Greger, dal 22 ottobre 2011